# ミニチュア・ピンシャー
ミニチュア・ピンシャー（Miniature Pinscher）はドイツ原産のピンシャー犬種の一つである。レー・ピンシャー（独：Rehpinscher）とも呼ばれる。 愛好家からはミニピンと呼ばれ親しまれている。
200～300年前にドイツで小害獣駆除を目的として飼育されていたジャーマン・ピンシャーを小型に改良固定したものである。ジャーマン・ピンシャーはドーベルマンの祖先としても知られる犬種である。ミニチュア・ピンシャーはドーベルマンと体形が似ているため、ドーベルマンのミニチュア犬と思われている事が多いが、犬種の歴史ではミニチュア・ピンシャーの方が古い。原産国であるドイツではレー・ピンシャー、又はツヴェルク・ピンシャーと呼ばれている。レー（Reh）とは「ノロジカ」を意味し、小鹿に体形と歩様が似ていることによる。ツヴェルクは「こびと・侏儒」、ここでは超小型を意味する。
小型犬ながら番犬としても有能で、アメリカでは車の盗難防止や麻薬密売者の護衛犬として用いられたこともある。機敏で活発、大胆で気性が荒く、自尊心が強い。また体質も強壮で番犬として充分な素質をもっている。
自分より大きな相手でも恐れを知らず未知の人物にはすぐさま警戒態勢をとる。知らない人や犬を警戒し吠えることが多い。日本を始め、未だ多くの国で「スタンダード」のミニチュア・ピンシャーは、ドーベルマンと同じく生後間もなく断尾するの事が習慣となっている。断耳に関しては特に決まりは無い。ヨーロッパでは断耳・断尾共に禁止されている国が多く、画像のミニチュア・ピンシャーはヨーロッパではスタンダードであるが、アメリカや日本等、断尾が習慣となっている国ではスタンダードから外れた犬だと認識される可能性が高い。ドイツでは1987年に断耳が禁止され、1998年に断尾が禁止された。毛色はレッド、ブラック＆タン、チョコレート＆タンの３色のみがスタンダードとして認められている。